# Cause-de-Clérans
Cause-de-Clérans – miejscowość i gmina we Francji, w regionie Nowa Akwitania, w departamencie Dordogne.
Według danych na rok 2010 gminę zamieszkiwało 326 osób, a gęstość zaludnienia wynosiła 23 osoby/km².